# Asellidae
Famille
Les Asellidae sont une famille de Crustacés de l'ordre des Isopoda.

## Systématique
Le nom valide de ce taxon est Asellidae, formé à partir du genre type Asellus. Le nom de la famille est attribué soit à Pierre-André Latreille, soit à Constantin Rafinesque.

## Liste des genres
Selon GBIF (7 mai 2022) :
- Acanthoniscus G.O.Sars, 1879
- Asellus Geoffroy, 1762
- Baicalasellus Stammer, 1932
- Bowmanasellus Lewis, 2008
- Bragasellus Henry & Magniez, 1968
- Caecidotea Packard, 1871
- Calasellus Bowman, 1981
- Chthonasellus Argano & Messana, 1991
- Columbasellus Lewis, Martin & Wetzer, 2003
- Conasellus Stammer, 1932-01
- Gallasellus Henry & Magniez, 1977
- Lirceolus Bowman & Longley, 1976
- Lirceus Rafinesque, 1820
- Mesoasellus Birstein, 1939
- Nipponasellus Matsumoto, 1962
- Oregonasellus Lewis, 2008
- Phreatoasellus Henry & Magniez, 1991
- Phreatoasellus Matsumoto, 1962
- Phreatosasellus Matsomoto, 1962
- Proasellus Dudich, 1925
- Remasellus Bowman & Sket, 1985
- Salmasellus Bowman, 1975
- Sibirasellus Henry & Magniez, 1993
- Stygasellus Chappuis, 1943
- Synasellus Braga, 1944
- Uenasellus Matsumoto, 1962

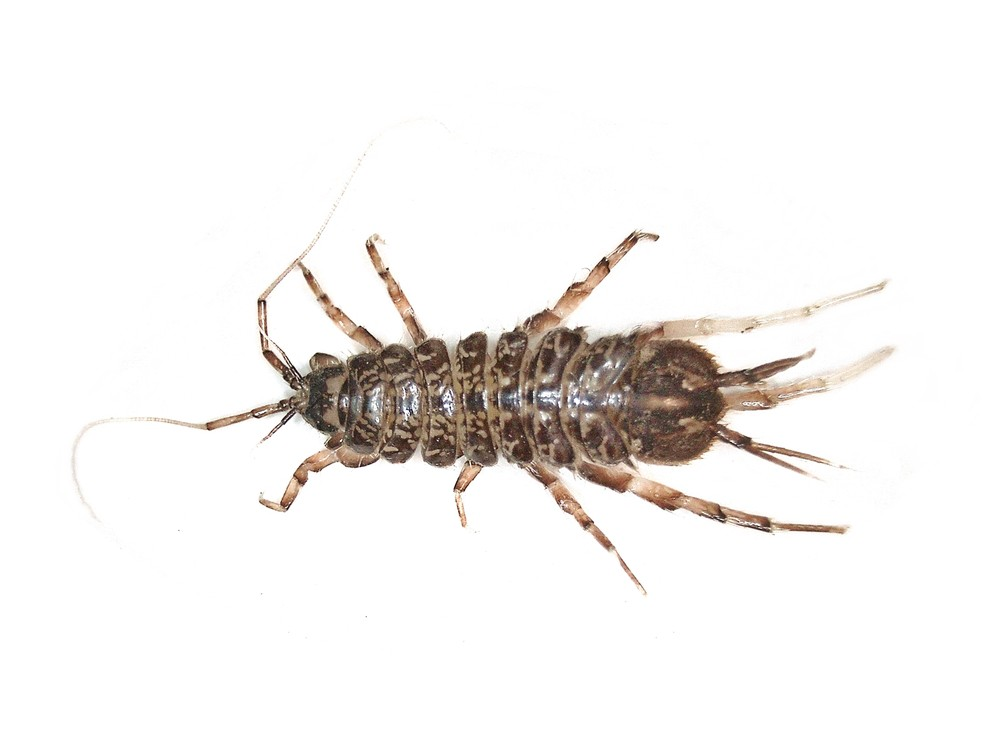
Asellus aquaticus
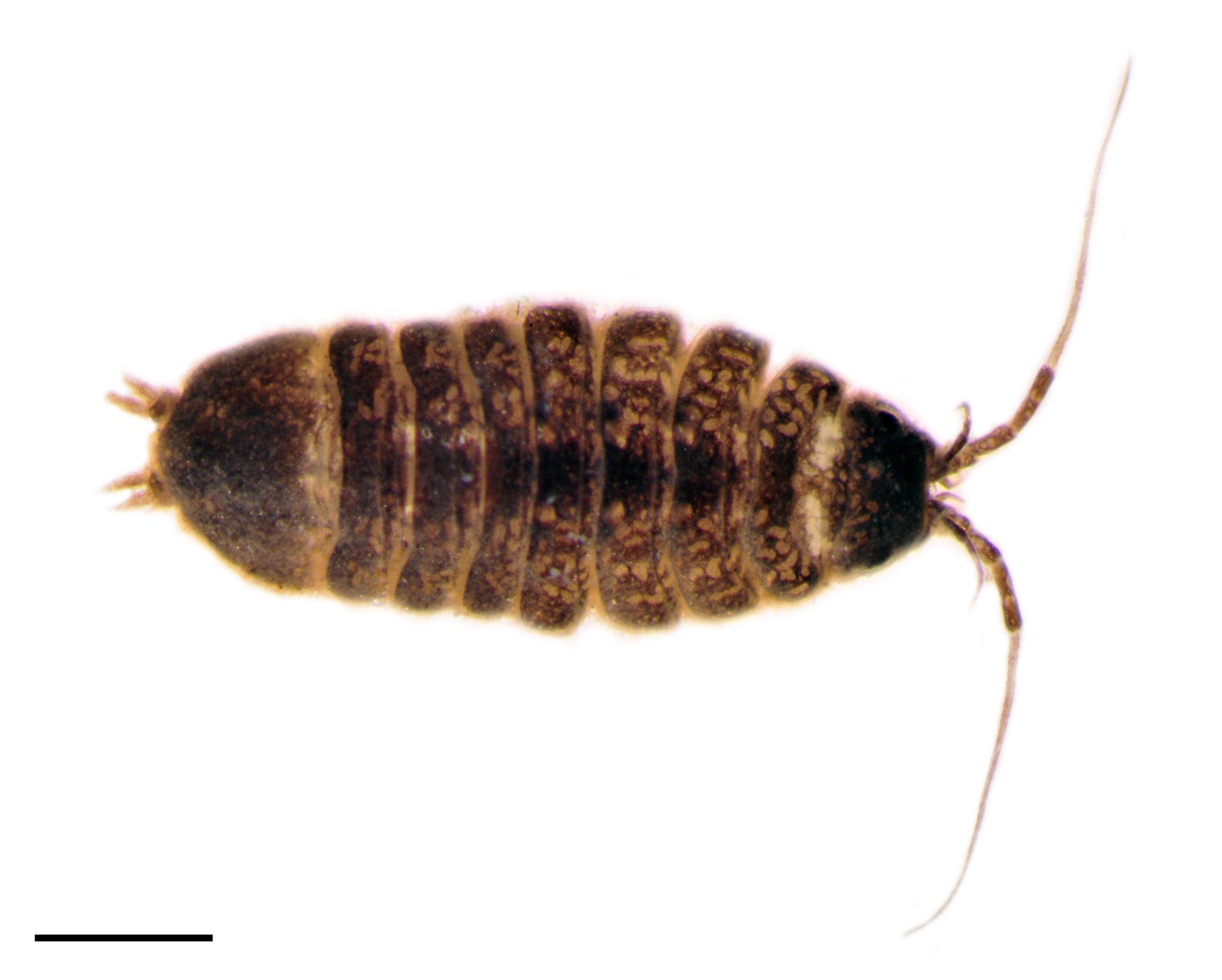
Caecidotea brevicauda bivittatus
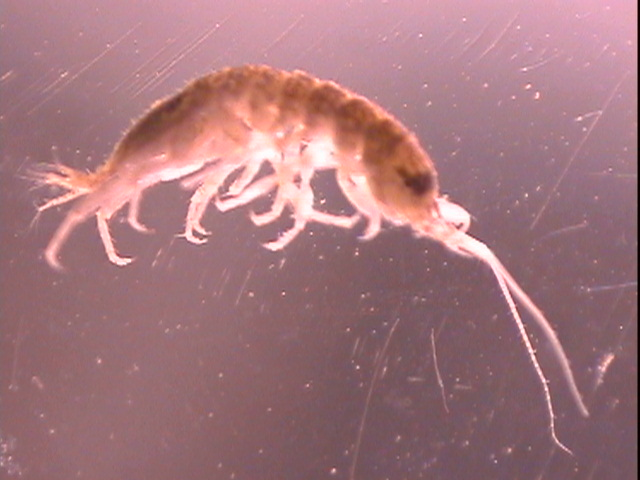
Lirceus sp.